# Neuroscelionidae
Neuroscelionidae – rodzina błonkówek z infrarzędu owadziarek i nadrodziny Platygastroidea. Współcześnie zamieszkują lasy w krainach australijskiej i orientalnej. W zapisie kopalnym znane są od cenomanu w kredzie.

## Morfologia
Głowa pozbawiona jest wcisków na czole i bruzd malarnych. U samicy czułki mają biczyk zbudowany z dziesięciu członów; u samca brak na nich członów dodatkowych i tyloidów. Przedplecze nie ma szczecinek w bruździe szyjnej. Długość tarczy śródplecza zwykle podobna jest jej szerokości. Mezepisternity pozbawione są linii transepisternalnych. Wykształcone są szwy mezepimeralne. Użyłkowanie skrzydła przedniego charakteryzuje się wyrastającą z żyłki marginalnej, wydłużoną żyłką stygmalną (r-rs) oraz żyłką radialną nieoddzieloną przerwą od dalszego użyłkowania. Odnóża przedniej pary mają po jednej ostrodze na goleniach, a pozostałych par po dwie ostrogi na tychże. Spośród tergitów metasomy drugi jest tak długi jak pierwszy lub nieco dłuższy, a trzeci mocno poprzeczny i wyraźnie krótszy od drugiego. Laterotergity są wyraźnie wykształcone i wąskie. Pierwszy sternit ma pośrodkowy kil podłużny, ale nie jest wyciągnięty ku przodowi. Szwy między tergitami i między sternitami są niezmodyfikowane; brak jest przy przednich krawędziach segmentów dołkowania.

## Ekologia i występowanie
Błonkówki te zasiedlają lasy. Prawdopodobnie są parazytoidami, jednak ich żywiciele i inne szczegóły biologii pozostają nieznane. Gatunki współczesne rozmieszczone są w krainach australijskiej i orientalnej. Podawane są z terenów Australii, Malezji, Tajlandii i Wietnamu.

## Taksonomia
Rodzinę tę wprowadzili w 2021 roku Andrew D. Austin i Norman F. Johnson na łamach „Systematic Entomology” w publikacji współautorstwa Chen Huayana i innych, w ramach rewizji systematyki Platygastroidea przeprowadzonej na podstawie wyników molekularno-morfologicznej analizy filogenetycznej. Do rodziny tej zaliczono trzy rodzaje:
- †Brachyscelio Brues, 1940
- †Cenomanoscelio Schlüter, 1978
- Neuroscelio Dodd, 1913

Zapis kopalny Cenomanoscelio pochodzi z cenomanu w kredzie, a Brachyscelio z eocenu; inkluzje obu tych rodzajów odnajdywano na terenie Europy.